# Christian Schad Museum
Das Christian Schad Museum ist ein Kunstmuseum in Aschaffenburg, das sich dem Leben und Werk von Christian Schad widmet. Es wurde von der Stadt Aschaffenburg eingerichtet.

## Der Künstler
Christian Schad (1894–1982) zählt zu den bedeutenden deutschen Künstlern der Moderne. Er gilt als Leitfigur der Neuen Sachlichkeit der 1920er-Jahre in Europa. Sein Schaffen reflektiert einen großen Teil der bedeutenden Kunstbewegungen des 20. Jahrhunderts vom Dadaismus und Expressionismus bis hin zu den Experimenten in der Kunst nach 1945, dem Magischen Realismus. Seine Fotogramme oder Schadographien, die er in der Zeit nach dem Ersten Weltkrieg entwickelte und in den 1960er-Jahren wieder aufgriff, begründen neben seinen modernen Ikonen der Neuen Sachlichkeit heute den Weltruhm Christian Schads.

## Museumsstandort

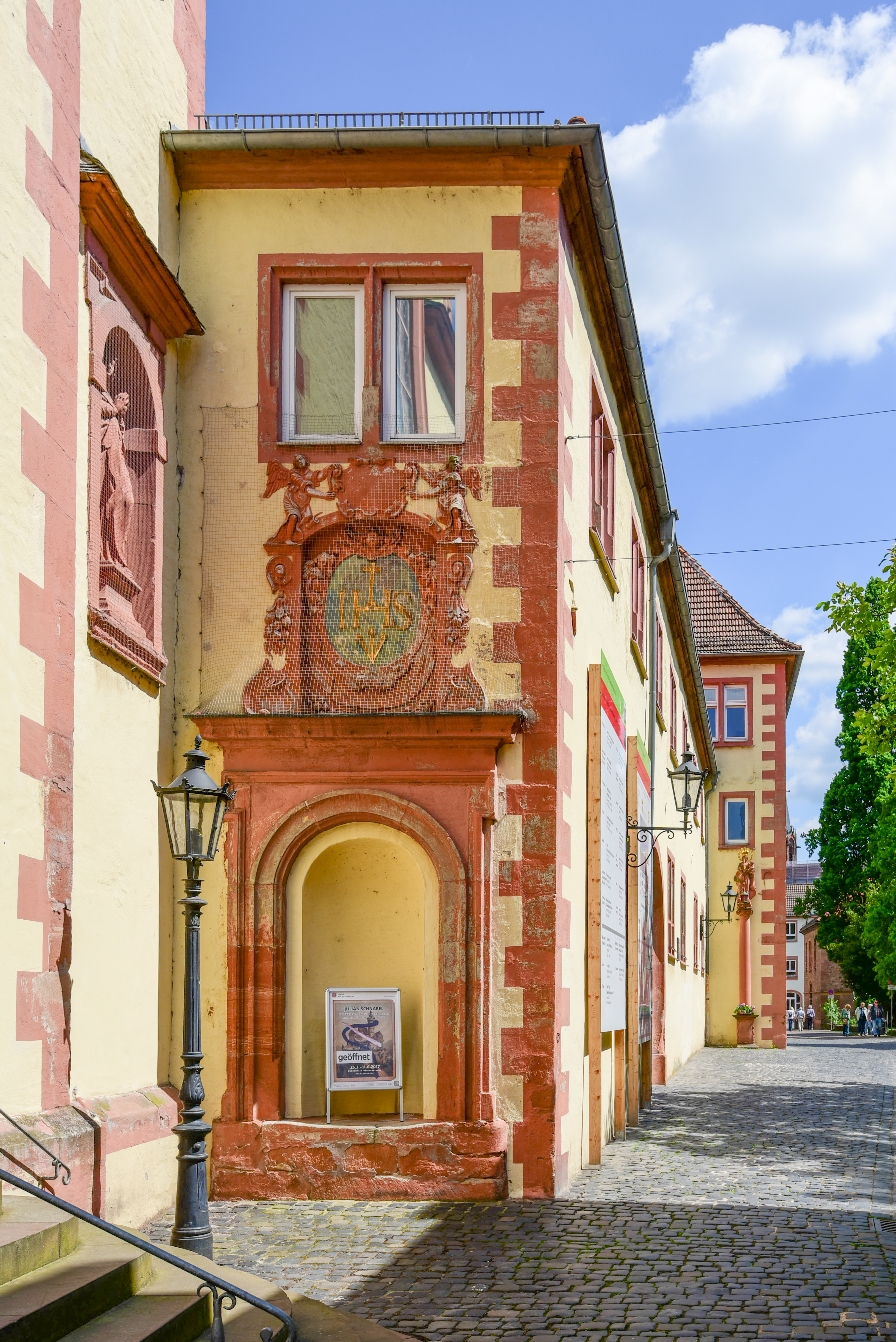
Blick entlang der Pfaffengasse nach Süden: Häuserfront mit Eingang zum Schad Museum

Das Christian Schad Museum stellt den ersten Bauabschnitt des zukünftigen Aschaffenburger Museumsquartiers in der Pfaffengasse dar. Es umfasst das denkmalgeschützte Bauensemble des ehemaligen Jesuitenkollegs. Im Jahr 1612 hatte der Mainzer Erzbischof Johann Schweikhard von Cronberg die Jesuiten nach Aschaffenburg berufen. Nach umfangreichen Instandsetzungsarbeiten wurde das weiträumige Areal des Jesuitenkollegs nach dem Zweiten Weltkrieg für schulische Zwecke genutzt. 1971 zog dort die staatliche Fach- und Berufsoberschule ein. Im Laufe der Zeit wurde das Gebäudeensemble um einen Werkstattbereich und um eine Turnhalle erweitert. 1978 kam eine Tiefgarage hinzu. Die zwischen 1619 und 1621 errichtete, profanierte Jesuitenkirche dient bereits seit 1976 als Ausstellungshaus der Stadt Aschaffenburg (Kunsthalle Jesuitenkirche).

## Entstehung
Der Aschaffenburger Stadtrat billigte am 22. November 2010 die Nachfolgenutzung des Areals an der Pfaffengasse für museale Zwecke. Am 21. Mai 2012 wurden Planungsleistungen zur Umsetzung des ersten Bauabschnitts an das Architekturbüro Böhm und Kuhn Dettelbach/Iphofen, vergeben. Am 17. Juni 2013 erfolgte der Bau- und Finanzierungsbeschluss für den ersten Bauabschnitt, das Christian Schad Museum. Die Bauzeit sollte ursprünglich zwei Jahre (2015–2017) betragen. Im Mai 2019 wurde bekannt gegeben, dass Probleme mit der Klimatisierung eine erneute Verschiebung des Eröffnungstermins nötig machten, der Bau selbst sei aber fertig gestellt. Ein neuer Eröffnungstermin konnte erst geplant werden, nachdem das Raumklima eingeregelt und im Probebetrieb drei Wochen erfolgreich gehalten worden war.
Am 3. Juni 2022 wurde das Christian Schad Museum eröffnet.

## Sammlung und Ausstellung
Mehr als 3.200 Objekte und Werke von der Malerei über die „Schadographie“ bis hin zur Fotografie umfasst der Nachlass, den Schads Witwe Bettina in die Christian-Schad-Stiftung Aschaffenburg überführt hat. Das Christian Schad Museum in Aschaffenburg ist damit weltweit der einzige Standort, der alle Schaffensperioden des Meisters der neuen Sachlichkeit dokumentiert. Gleichzeitig wird ein Überblick über die Kunstgeschichte des 20. Jahrhunderts geboten.